# (5401) Minamioda
(5401) Minamioda es un asteroide perteneciente al cinturón de asteroides, descubierto el 6 de marzo de 1989 por Toshiro Nomura y el también astrónomo Koyo Kawanishi desde el Observatorio de Minami-Oda, Japón.

## Designación y nombre
Designado provisionalmente como 1989 EV. Fue nombrado Minamioda en homenaje al distrito de Minami-Oda, cuyos habitantes cooperaron en la construcción del observatorio en 1971. Minami-Oda se encuentra en el centro de la prefectura de Hyogo y tiene la planta de energía hidroeléctrica más grande de Japón. El distrito ha hecho esfuerzos para limitar la contaminación lumínica.

## Características orbitales
Minamioda está situado a una distancia media del Sol de 2,799 ua, pudiendo alejarse hasta 3,217 ua y acercarse hasta 2,382 ua. Su excentricidad es 0,149 y la inclinación orbital 10,06 grados. Emplea 1711,08 días en completar una órbita alrededor del Sol.

## Características físicas
La magnitud absoluta de Minamioda es 12,2. Tiene 9,56 km de diámetro y su albedo se estima en 0,299. Está asignado al tipo espectral S según la clasificación SMASSII.